# Чабана

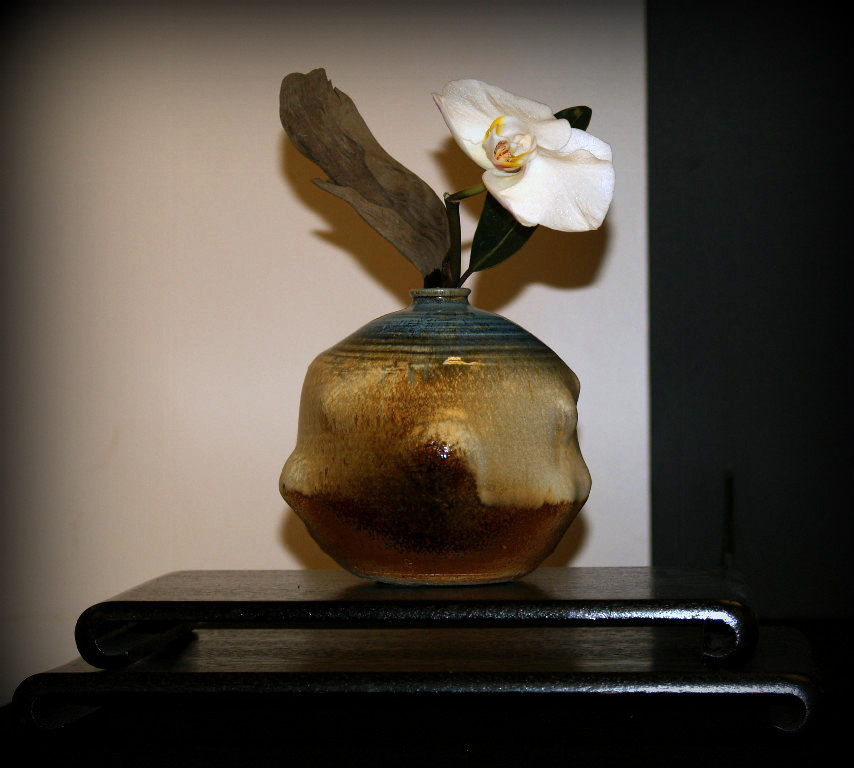
Чабана з квітки Phalaenopsis, листя магнолії та шматка дерева

Чабана (茶花, дослівно «чай квіти») — простий та елегантний букет квітів як елемент традиційної чайної церемонії у Японії.

## Історія
Походить з мистецтва ікебани та поєднує у собі елементи синтоїзму та буддизму. На відміну від формалізованої ікебани у чабани менше правил. За різними джерелами це мистецтво було створене чи розвинуте майстром Сен-но Рікю.

## Правила
Чабана має бути відображенням серця господаря чайної церемонії. Обираються сезонні квіти у простій вазі, бамбуку чи кошику. Букет має бути простим і часто складається лише з однієї квітки.
Композиція має бути направлена у бік головного гостя чайної церемонії.